# Liste der Baudenkmale in Plate
In der Liste der Baudenkmale in Plate sind alle Baudenkmale der Gemeinde Plate (Landkreis Ludwigslust-Parchim) und ihrer Ortsteile aufgelistet (Stand: Januar 2021).

## Plate
| ID | Lage                        | Bezeichnung                             | Beschreibung | Bild                    |
| -- | --------------------------- | --------------------------------------- | --- | ----------------------- |
|    | Am Bahnhof 3 (Karte)        | ehemalige Konservenfabrik               | |                         |
|    | Am Bollwall 16 (Karte)      | Wohnhaus                                | |                         |
|    | (Karte)                     | Bahnhof                                 | | Bahnhof                 |
|    | Banzkower Straße (Karte)    | Feuerwehrgerätehaus                     | |                         |
|    | Banzkower Straße 10 (Karte) | Bauernhaus mit Hofmauer                 | |                         |
|    | Banzkower Straße 12 (Karte) | Bauernhaus, Querdielenscheune, Hofmauer | |                         |
|    | Banzkower Straße (Karte)    | Kriegerdenkmal 1914/18                  | |                         |
|    | (Karte)                     | Kirche mit Glockenstuhl                 | Neugotische, fünfjochige Kirche von 1848/49 nach Plänen von Theodor Krüger mit Chorpolygon; freistehender Glockenstuhl am Westgiebel, Orgel von 1873 von Friedrich Friese. | Kirche mit Glockenstuhl |
|    | Störstraße 1 (Karte)        | Pfarrhaus, Scheune, Stall               | |                         |
|    | Störstraße 24 (Karte)       | Büdnerei                                | |                         |
|    | Störstraße 28 (Karte)       | Querbüdnerei                            | |                         |

## Consrade
| ID | Lage                        | Bezeichnung             | Beschreibung        | Bild           |
| -- | --------------------------- | ----------------------- | ------------------- | -------------- |
|    | (Karte)                     | Forsthaus               |                     |                |
|    | Consrader Straße 47         | Stall, groß             |                     |                |
|    | Consrader Straße 47         | Stall, klein            |                     |                |
|    | Consrader Straße 47 (Karte) | Gutshaus mit Park       |                     |                |
|    | Friedhof (Karte)            | Grabstätte Meyer        |                     |                |
|    | Friedhof                    | Grabstätte Stenglin     | Grabstätte Stenglin |                |
|    | (Karte)                     | Kirche mit Glockenstuhl |                     | Weitere Bilder |
|    | Mueßer Straße 7 (Karte)     | Büdnerei                |                     |                |

## Peckatel
| ID | Lage                     | Bezeichnung                               | Beschreibung | Bild                    |
| -- | ------------------------ | ----------------------------------------- | ------------ | ----------------------- |
|    | Am Dorfplatz 25 (Karte)  | Bauernhaus                                |              |                         |
|    | Am Dorfplatz 18 (Karte)  | Bauernhaus                                |              |                         |
|    | Am Dorfplatz 27 (Karte)  | Bauernhaus / Mecklenburgisches Hallenhaus |              |                         |
|    | Am Dorfplatz 23 (Karte)  | ehemalige Scheune                         |              |                         |
|    | (Karte)                  | Angeranlage mit Kapelle                   |              | Angeranlage mit Kapelle |
|    | Am Dorfplatz (Karte)     | Kriegerdenkmal                            |              |                         |
|    | Am Sandberg 3 (Karte)    | Wohnhaus                                  |              |                         |
|    | Sandberg 16 (Karte)      | Büdnerei                                  |              |                         |
|    | Plater Straße 12 (Karte) | Büdnerei                                  |              |                         |
|    | Plater Straße 52 (Karte) | Bauernhaus                                |              |                         |

## Peckatel Ausbau
| ID | Lage                            | Bezeichnung                                   | Beschreibung | Bild |
| -- | ------------------------------- | --------------------------------------------- | ------------ | ---- |
|    | Raben Steinfelder Weg 1 (Karte) | Bauernhof mit Wohnhaus, Scheune, Stallscheune |              |      |
|    | Raben Steinfelder Weg 2 (Karte) | Wohnhaus, Scheune, Stall                      |              |      |

## Ehemalige Denkmale

### Plate
| ID | Lage                        | Bezeichnung      | Beschreibung | Bild |
| -- | --------------------------- | ---------------- | ------------ | ---- |
|    | Am Anger 6 (Karte)          | ehemalige Schule |              |      |
|    | Banzkower Straße 68 (Karte) | Wohnhaus         |              |      |

### Peckatel
| ID | Lage                    | Bezeichnung | Beschreibung | Bild |
| -- | ----------------------- | ----------- | ------------ | ---- |
|    | Am Dorfplatz 18 (Karte) | Bauernhaus  |              |      |